# インドサウルス
インドサウルス（Indosaurus）は白亜紀後期、現在のインドに生息した獣脚類恐竜の属である。
カルノタウルスやタラスコサウルスのように、頭に鶏冠を持ったアベリサウルス科の肉食恐竜である。
全長は、10メートルほどある。
あまり化石の見つかっていない恐竜である。